# Гаванна вулиця (Одеса)
Гáванна вулиця — одна із вулиць Одеси, розташована в історичному центрі. Бере початок від перетину із пров. Футуристів і Військовим узвозом, закінчується перетином із Дерибасівською вулицею. За час свого існування кордони вулиці змінювалися. Так з 7 березня 1866 року вулиця проходила від Дерибасівської до Сабанєєва мосту, а з 1867 року — доходила до порту.

## Історія
На час розбудови сучасної Одеси в цьому місці існувала балка, яка тяглася від Грецької площі до гавані. На перетині із Дерибасівською через балку було перекинуто міст. Дорогу, що йшла дном балки називали Гаванною, або Гаванською, але після розбудови тут, казарм — Військовим узвозом. Довгий час обидві назви існували паралельно, аж поки в середині 1860-х років більша частина балки була засипана, а частину що лишилася — назвали Військовим узвозом.
Сучасна вулиця була закладена під назвою Портова, однак вже 24 вересня 1827 змінила свою назву на Гаванську. Під цією назвою вулиця з'явилася на картах міста у 1828 році. 30 вересня 1831 року назва була змінена на Гаванна, однак вже 4 червня 1832 старий варіант напису (Гаванська) було повернено.
Від 7 липня 1837 року вулицю називають Олександрівська гаванська. У той час був розроблений генеральний план міста, згідно із котрим вулиця Гаванна ліквідовувалася, натомість на їх місці розбудовувався широкий Проспект Українських Героїв, який би поєднував порт із головними Ринковими площами міста — Грецькою та Старобазарною, а також із Ринком Привоз. Цей план був зруйнований архітектором Джорджо Торрічеллі, який звів на вулиці Дерибасівській, на перетині зі Гаванною і Грецькою площею, так званий Будинок Торічеллі (тепер — Будинок книги). За його прикладом Олексій Маюров звів посеред Грецької площі свій будинок Маюрова (або Круглий дім, тепер — Галерея «Афіна»), а Йоган Ансельм звів на початку сучасного проспекту Українських Героїв будинок Ансельма (зруйнований, на його місці — ресторан Київ). Таким чином вулиця Гаванна була збережена.
Із приходом комуністичної влади, 3 квітня 1924 року вулицю називають в честь Халтуріна — народовольця, страченого в Одесі і похованого на Карантинному кладовищі. Від час Другої світової війни, в період з 1944 року по 5 вересня 1946 року, вулиці була повернена назва Портова, однак із поверненням комуністів повернулася і радянська назва вулиці. Сучасна назва — Гаванна — повернено вулиці 18 серпня 1994 року.
На вулиці знаходиться міський краєзнавчий музей, у дворі якого охороняється ботанічна пам'ятка природи місцевого значення сторічне дерево Каштан кінський.

## Галерея

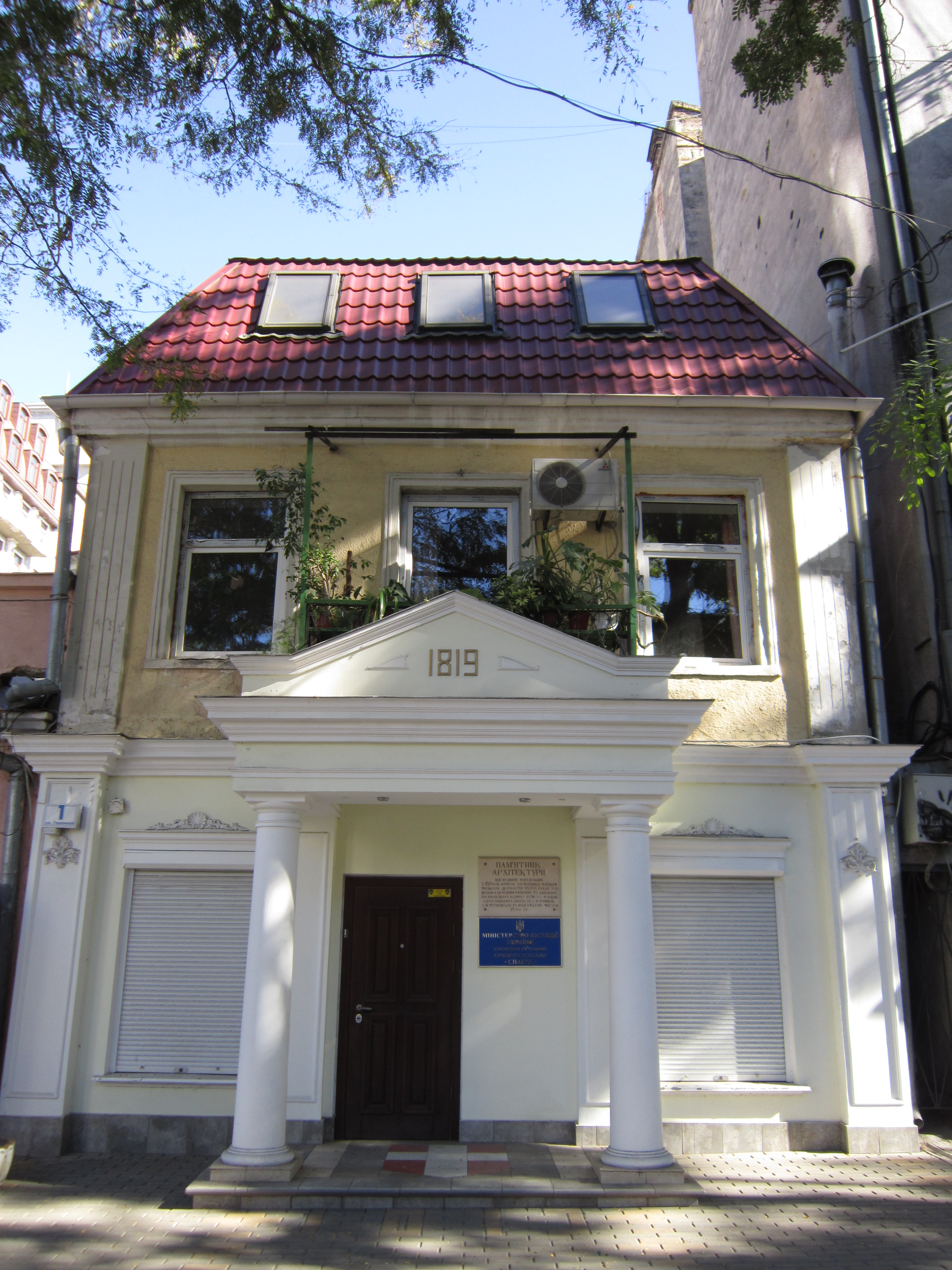
Місце де знаходилася садиба Хосе де Рібаса
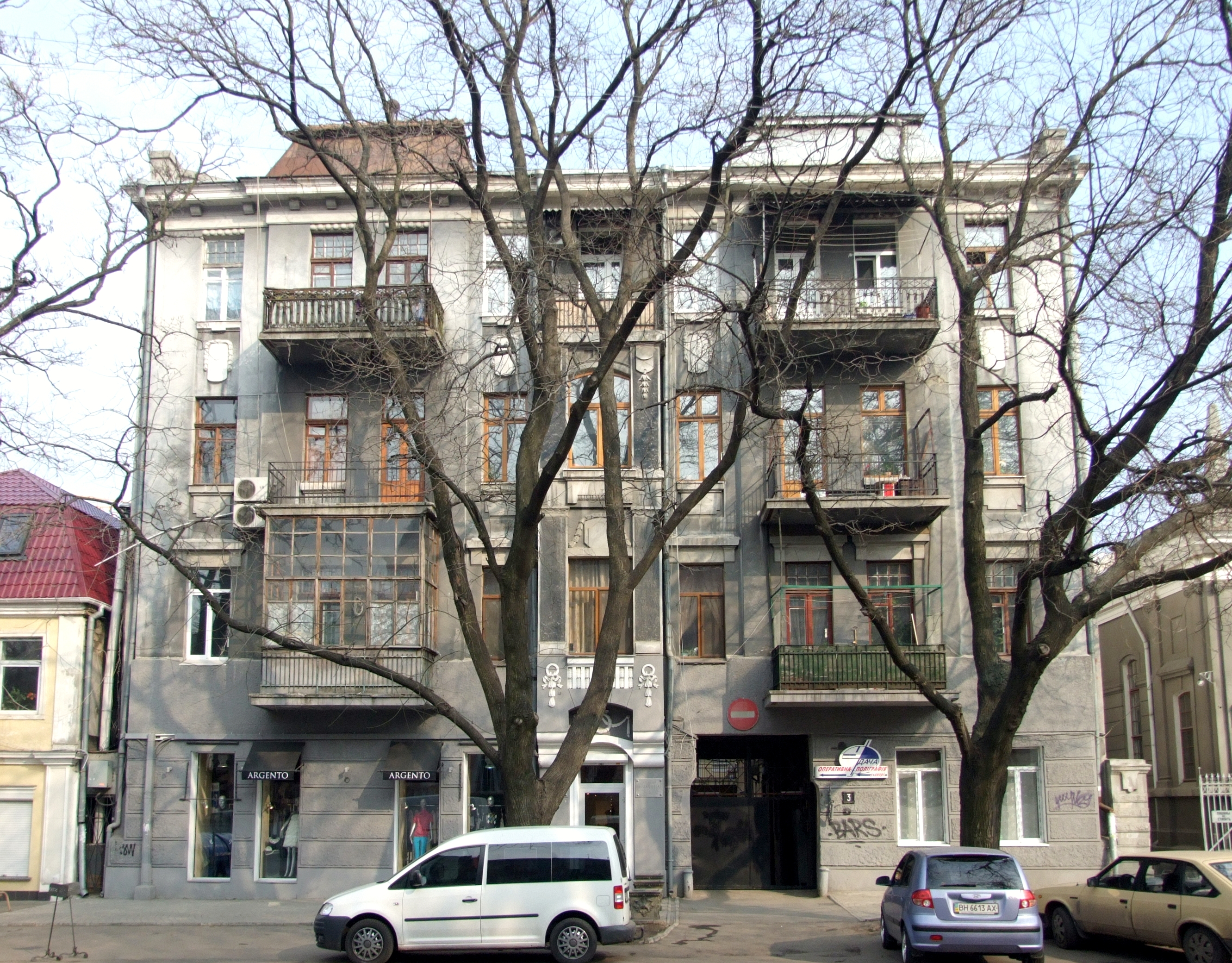
Прибутковий будинок Вассала
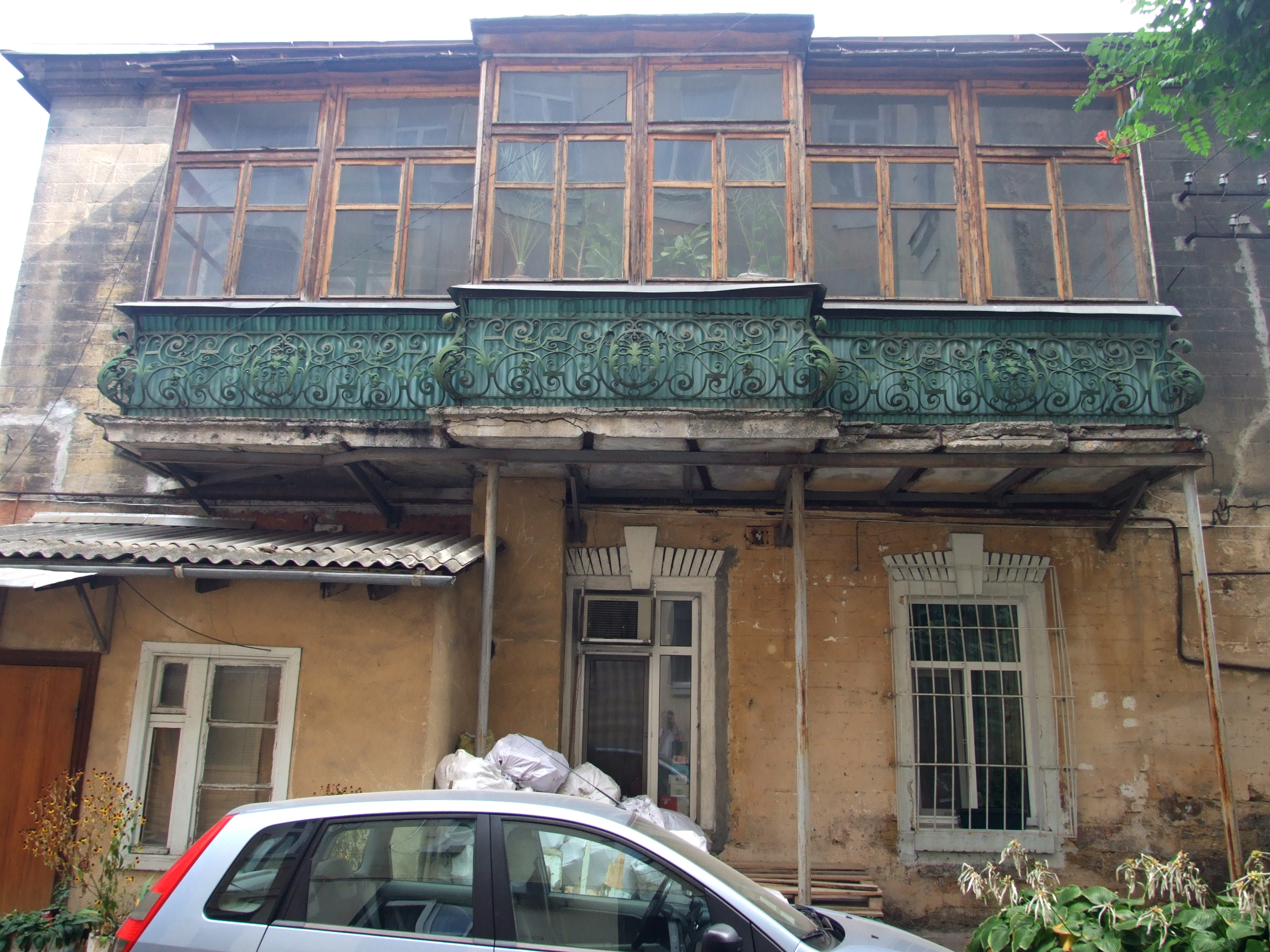
Будинок Одеського автомобільного товариства
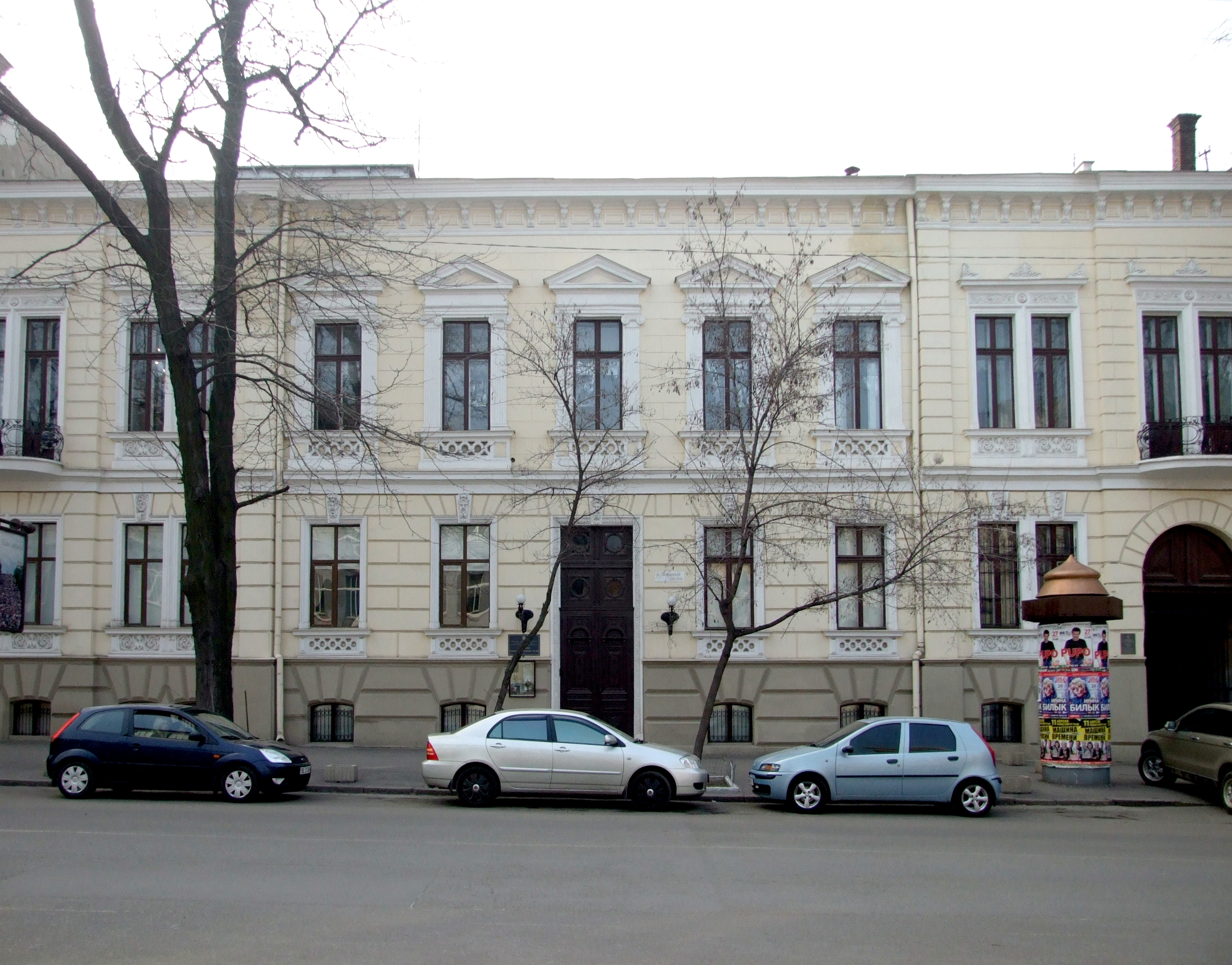
Особняк Новікова, в якому розташований Одеський історико-краєзнавчий музей
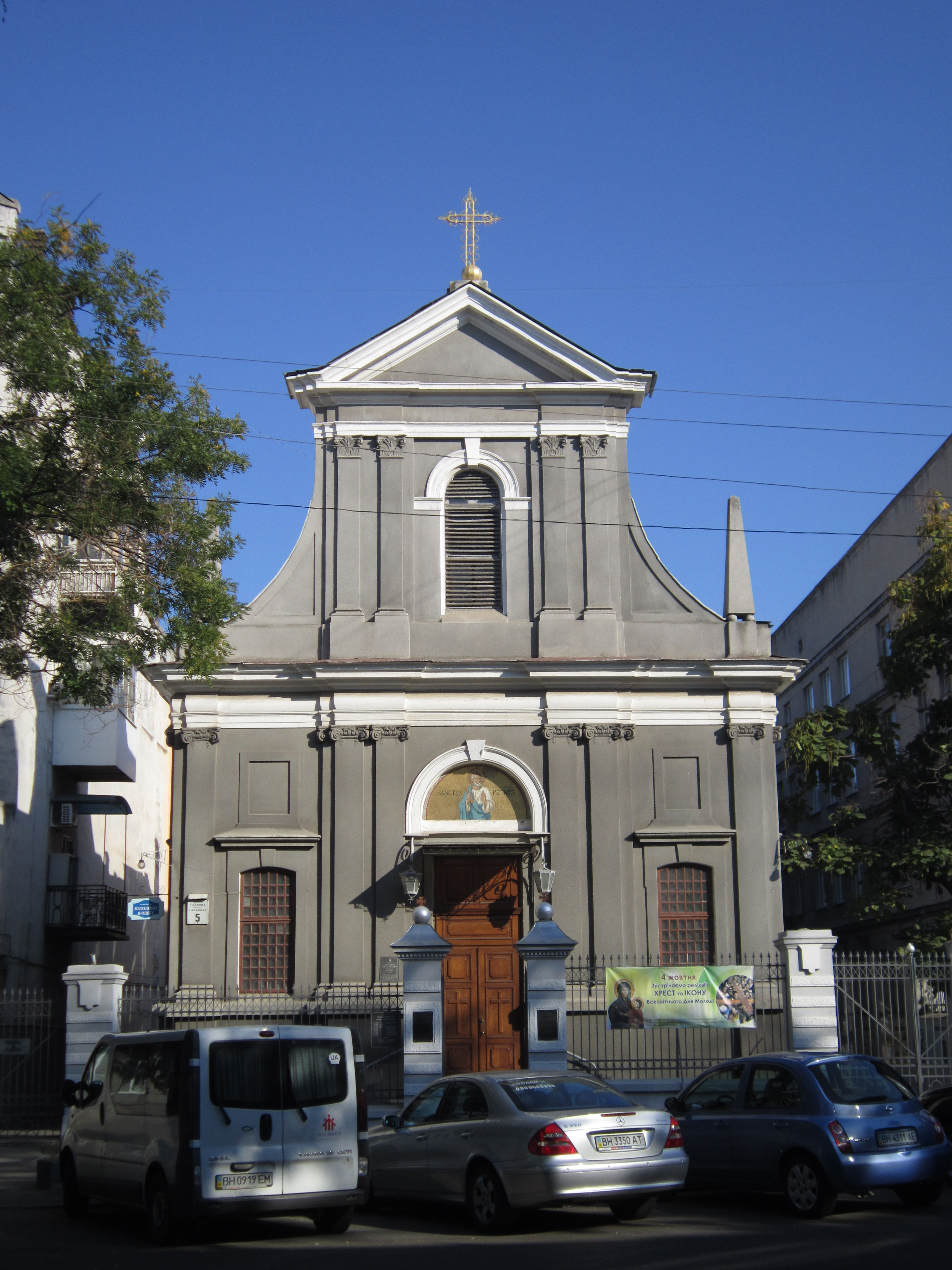
Костел Святого Петра апостола
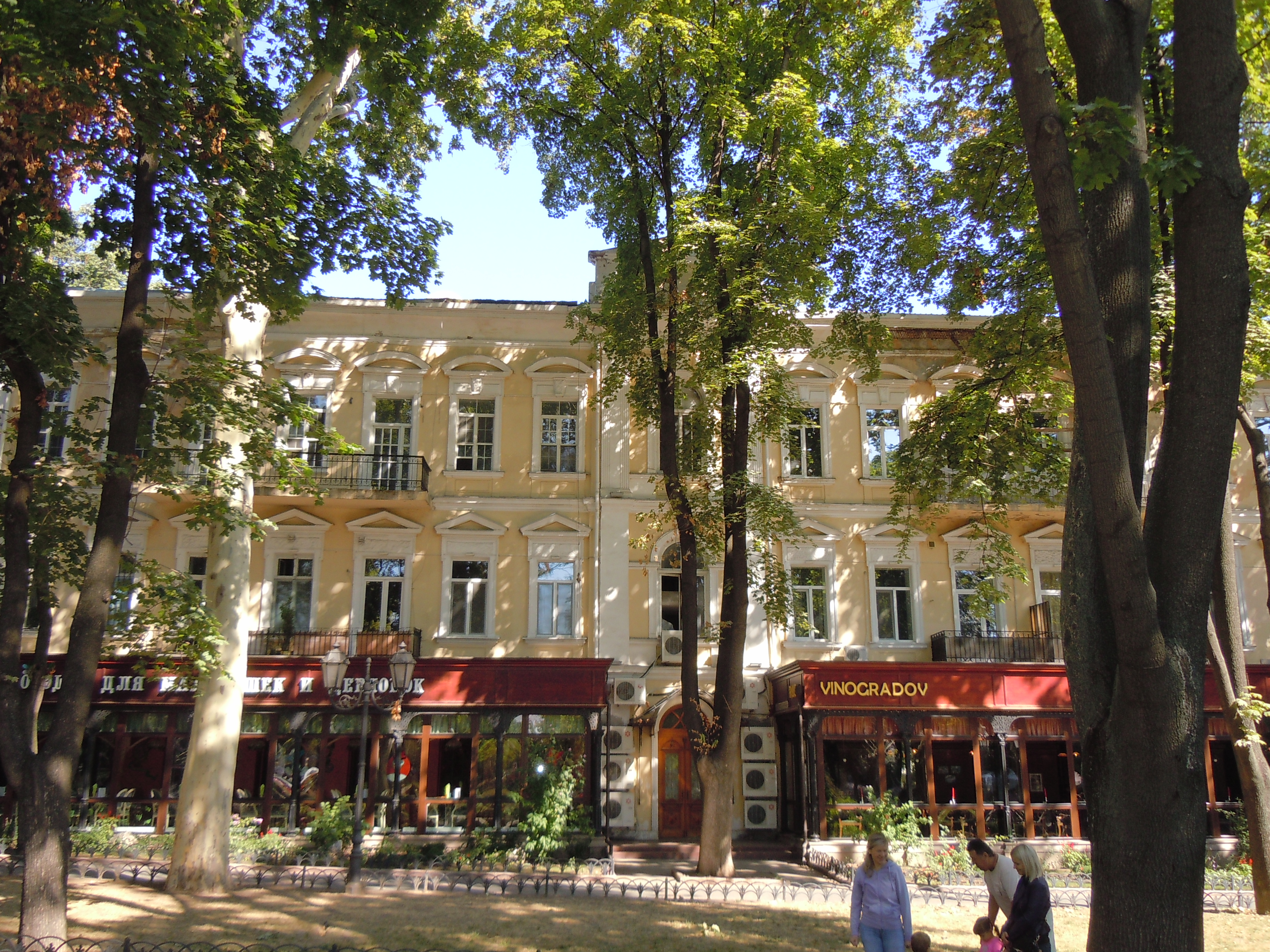
Гаванна 6 - вигляд із боку Міського саду
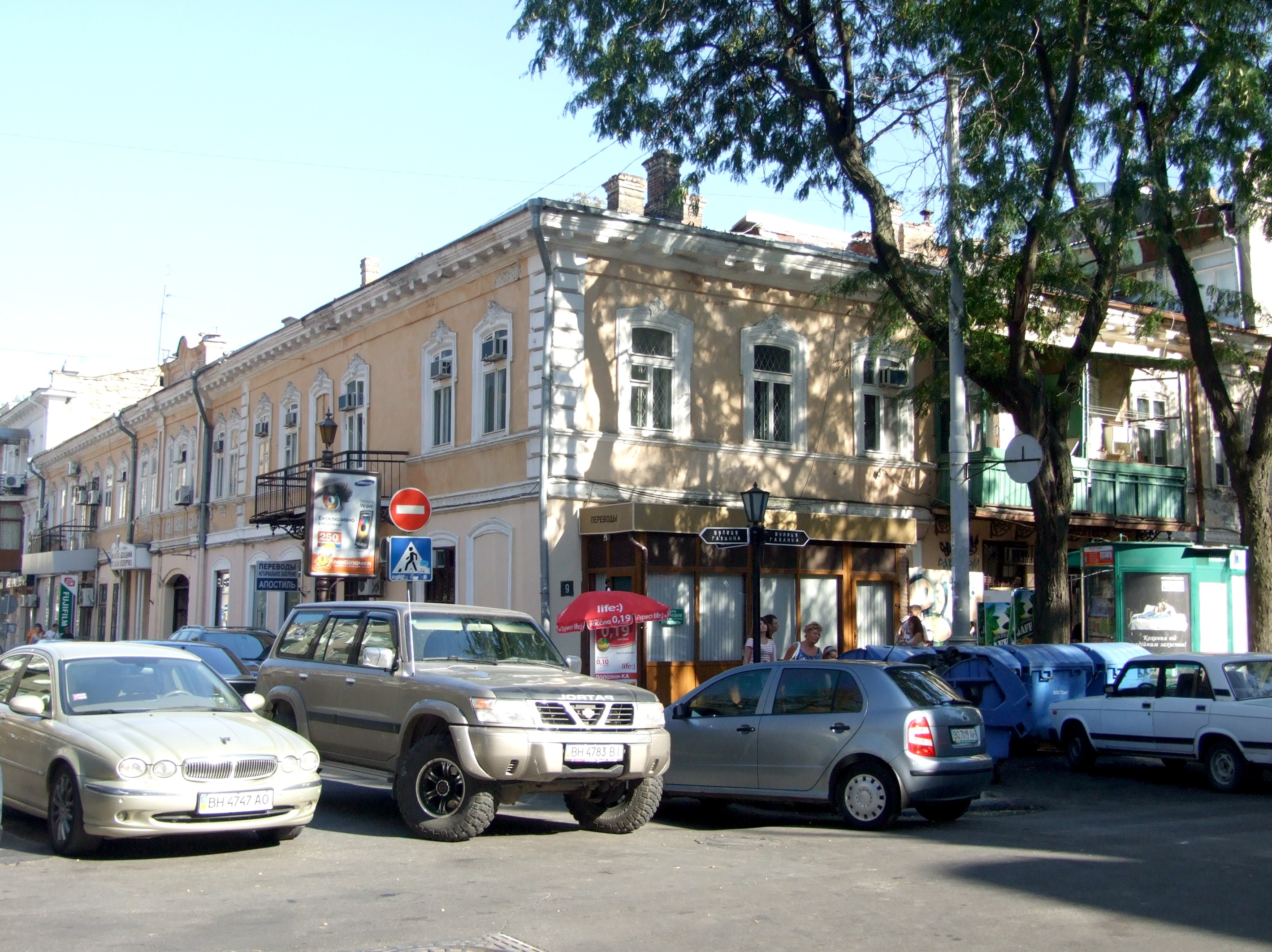
Будинок Ланжерона
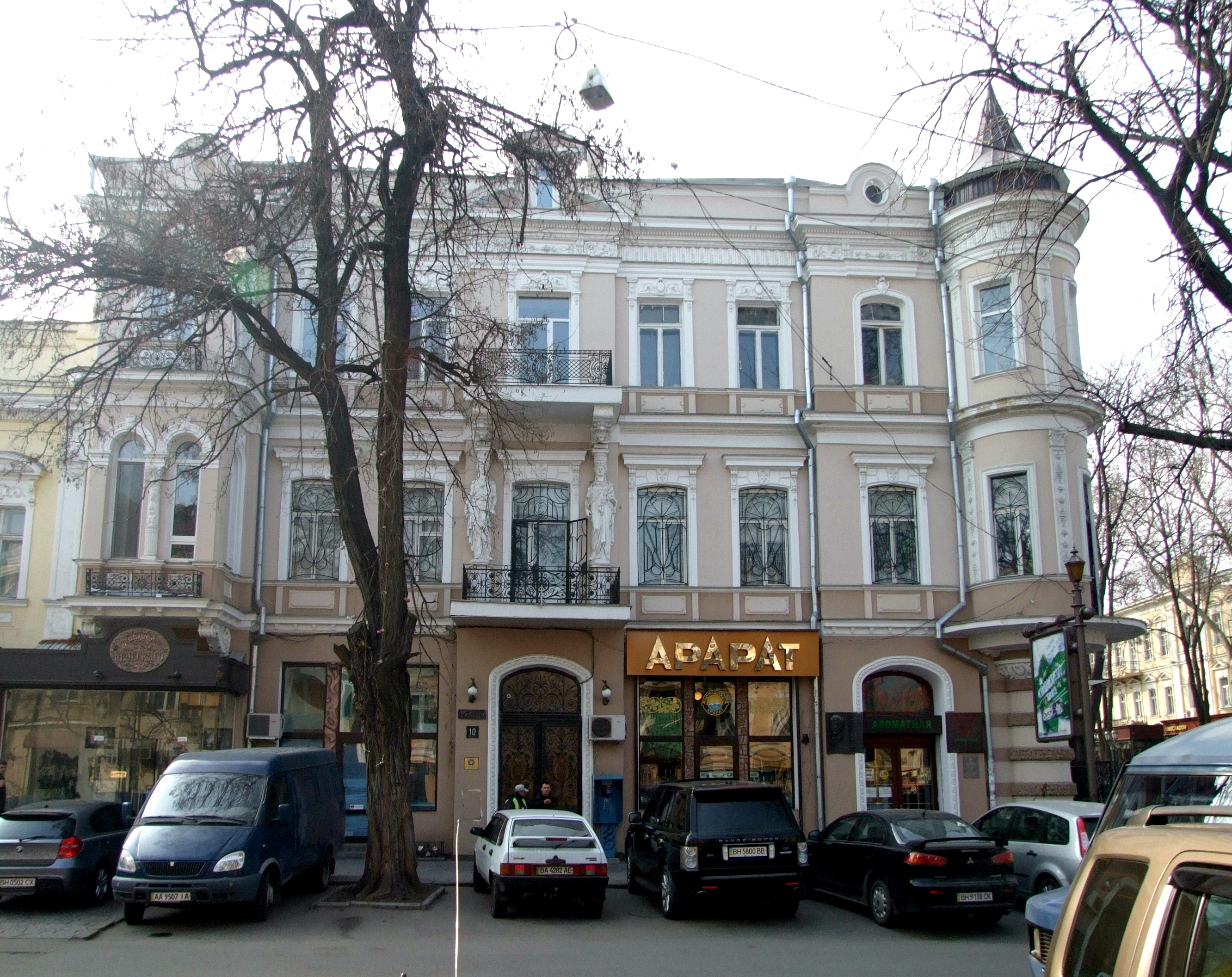
Будинок Порро (Бістра)
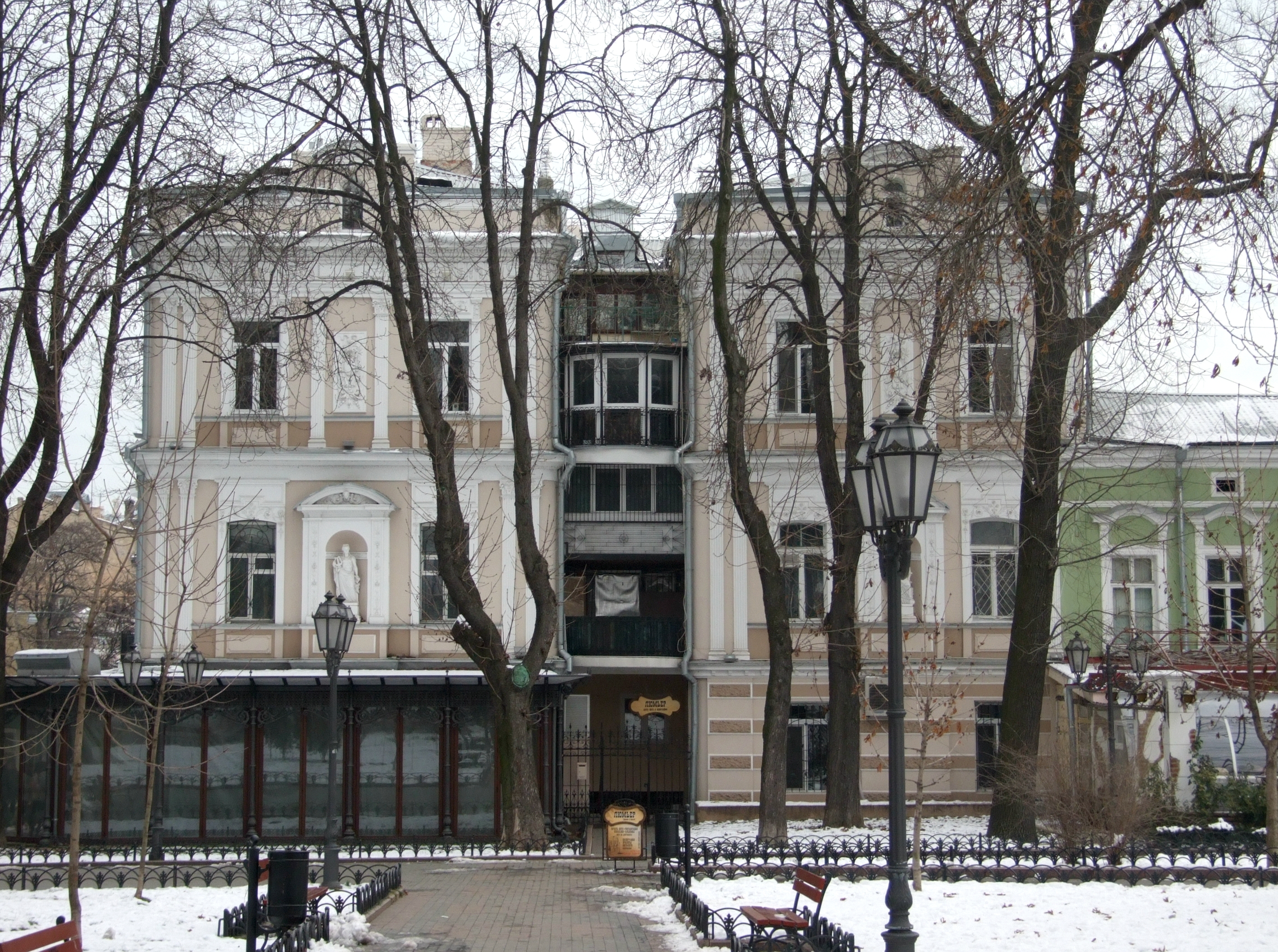
Будинок Порро (Бістра) - вигляд із боку Міського саду
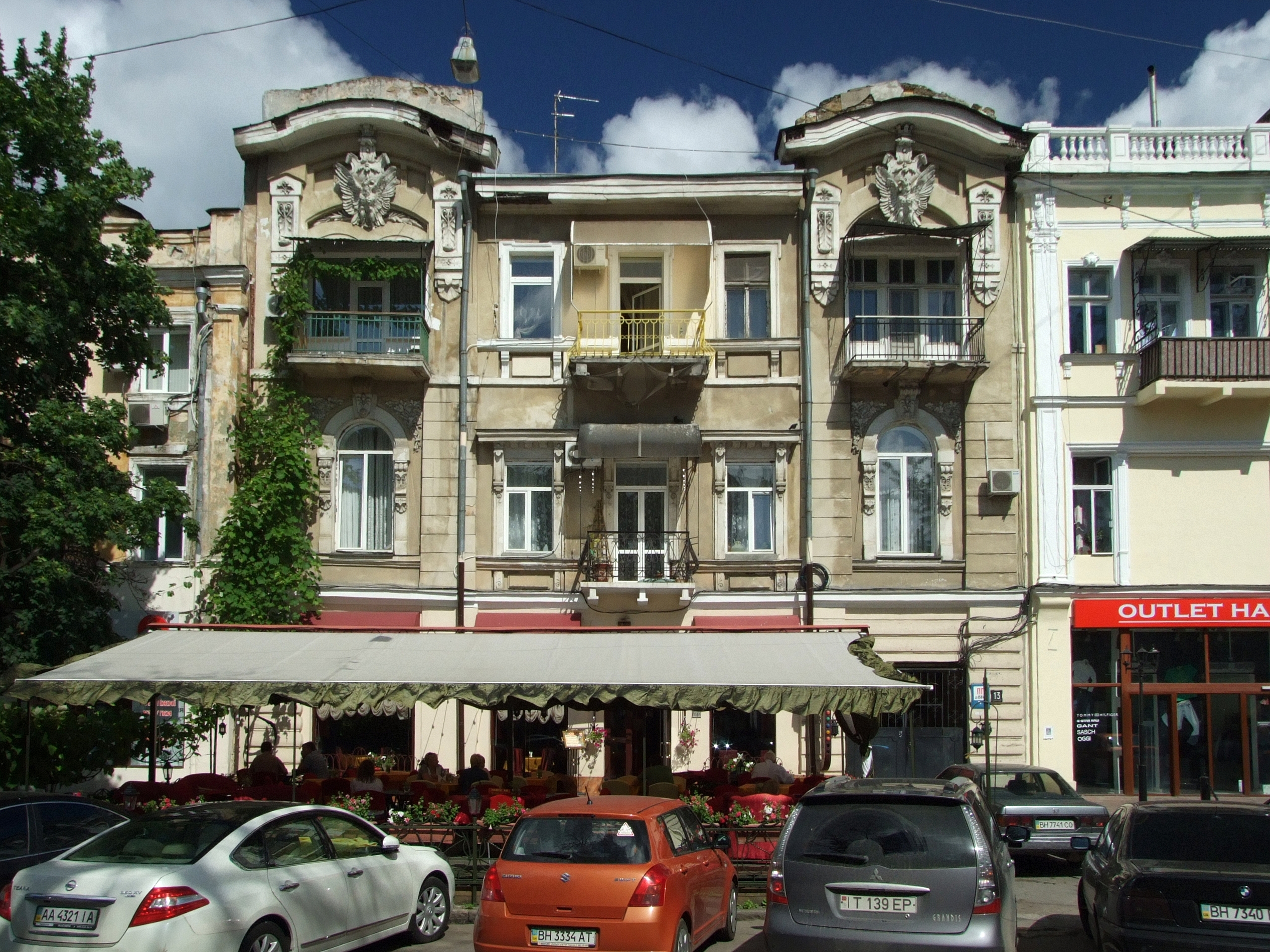
Будинок житловий Сегаля
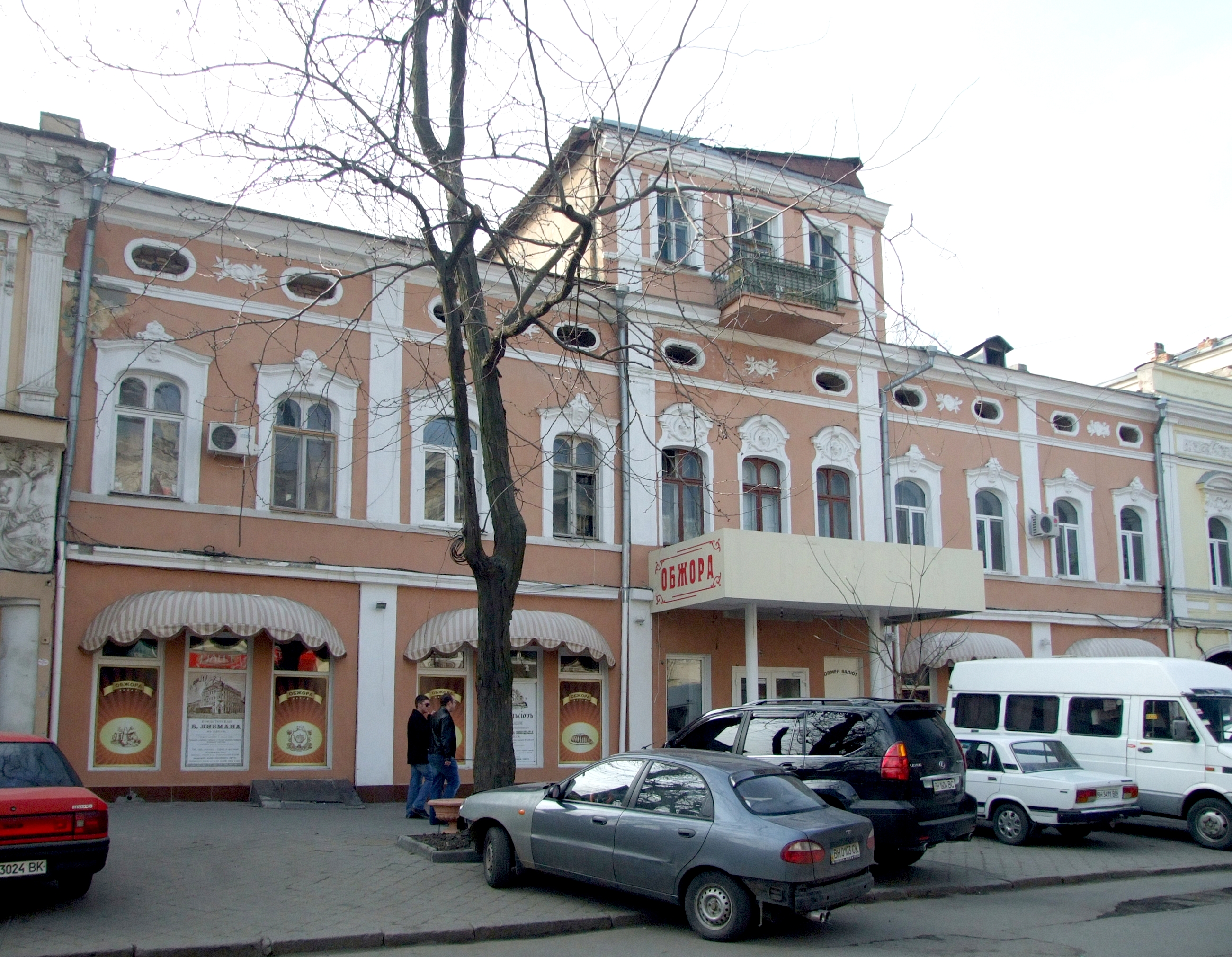
Будинки Ісаковича
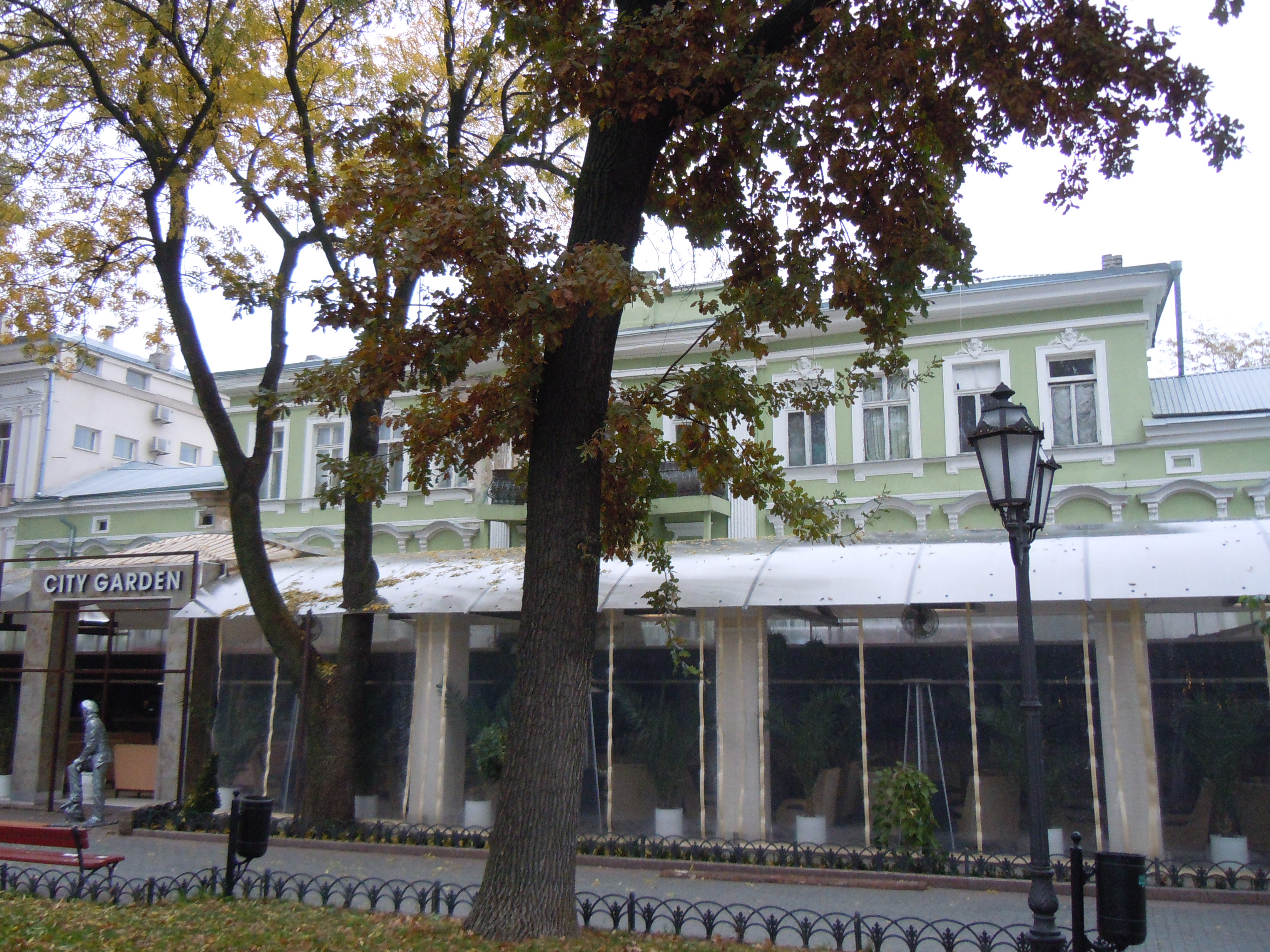
Будинки Ісаковича - вигляд із боку Міського саду
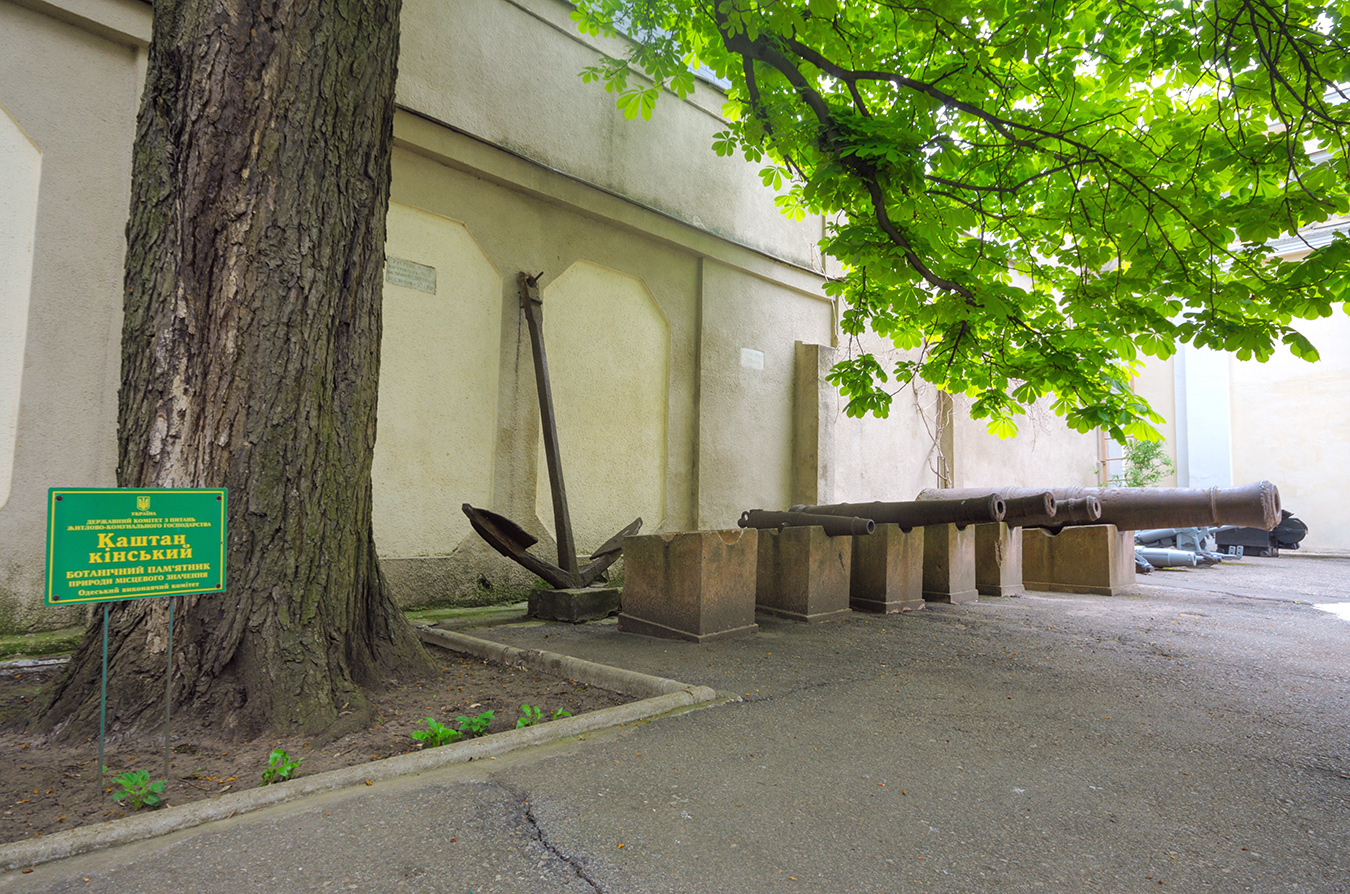
ботанічна пам'ятка природи Каштан кінський